# Ambiciosa (pel·lícula)
Ambiciosa és una pel·lícula espanyola dirigida per Pedro Lazaga i estrenada l'any 1976. Va ser classificada ‘per a majors de 18 anys' i rodada en Eastmancolor i format panoràmic. És protagonitzada per Teresa Rabal, José Bódalo i Manuel Zarzo. Va ser rodada a les províncies de Toledo i Madrid.

## Argument
Una noia de províncies arriba a la capital d'Espanya disposada a ascendir com sigui, i per a això no dubte a aprofitar els seus encants naturals, i no sols amb el sexe contrari.

## Repartiment
- Teresa Rabal - Juana
- José Bódalo - D. Matías
- Manuel Zarzo - Esteban
- Didi Sherman - Diana
- Manuel Alexandre- Mariano
- May Heatherly - Margarita
- Elisa Montés - Amparo
- Fernando Hilbeck
- Rosa Valenty - Françoise
- Carmen Mínguez
- Fernando E. Romero
- José Canalejas
- Florinda Chico - Jacoba
- Tony Isbert - Alberto
- Luis Rico
- Cecilia Trevin
- Luis González Páramo
- Mari Carmen Duque
- Clotilde Sola
- Alfredo Enríquez
- Remigio Sacristán
- Milo Quesada
- Araceli Conde
- Concha Rabal
- Mery Leyva
- José Luis Lizalde
- Gaby Álvarez

## Premis
Als Premis del Sindicat Nacional de l'Espectacle de 1975 Elisa Montés va guanyar el premi a la millor actriu secundària.